# Analitička mehanika
U fizici je analitička mehanika skup formalizama koji služe za opisivanje sustava u klasičnoj mehanici. Za razliku od newtonovske mehanike u kojoj se upotrebljavaju vektorske veličine i tri Newtonova zakona gibanja, u analitičkoj se mehanici proučavaju skalarne veličine (funkcionali), a njihovom se varijacijom dobivaju diferencijalne jednadžbe koje opisuju sustav. Rješavanjem tih jednadžbi dobivaju se jednadžbe gibanja, što je vrlo često glavni zadatak klasične mehanike. 
U analitičkoj se mehanici problem sveza, geometrijskih ograničenja sustava i reakcijskih sila rješava uvođenjem poopćenih (generaliziranih) koordinata, čime se broj parametara potrebnih za jednoznačno određenje sustava smanjuje na broj njegovih stupnjeva slobode. Deriviranjem poopćenih koordinata po vremenu dobivaju se poopćene brzine. Funkcionali za koje se traži stacionarno stanje (obično minimum) po svim su mogućim putanjama funkcije vremenski ovisnih poopćenih koordinata i poopćenih brzina, a u nekim primjerima mogu i eksplicitno ovisiti o vremenu.
Najpoznatiji formalizmi analitičke mehanike jesu Lagrangeova mehanika, Hamiltonova mehanika i Hamilton-Jacobijeva formulacija.

## Poopćene koordinate
Poopćene koordinate skup su parametara koje se koriste za određivanje stanja sustava u konfiguracijskom prostoru. Ovi parametri moraju jedinstveno definirati konfiguraciju sustava u odnosu na referentno stanje. Općenito se uvijek uzima najmanji broj poopćenih koordinata koje jednoznačno definiraju stanje sustava. Poopćene koordinate obično se skupno označavaju slovom {\displaystyle \mathbf {q} }. 
Poopćene brzine vremenske su derivacije poopćenih koordinata sustava:
{\displaystyle {\dot {\mathbf {q} }}={\frac {d\mathbf {q} }{dt}}}
Pridjev "poopćeni" (ili generalizirani) razlikuje ove parametre od tradicionalne upotrebe izraza "koordinata" za označavanje Kartezijevih koordinata.
U Lagrangeovoj mehanici koristi se konfiguracijski prostor i pomoću poopćenih koordinata opisujemo veze i ograničenja sustava, što onda znatno olakšava rješavanje Euler-Lagrangeove jednadžbe.
U Hamiltonovoj mehanici koristi se fazni prostor koji se sastoji od poopćenih količina gibanja i poopćenih koordinata {\displaystyle \left({\boldsymbol {p}},{\boldsymbol {q}}\right)} i pomoću njega opisujemo cijelu dinamiku sustava.

### Primjer: čestica u 3D prostoru
Položaj jedne čestice koja se giba u običnom euklidskom trodimenzijalnom prostoru definiran je vektorom {\displaystyle q=(x,y,z)} pa je stoga njezin konfiguracijski prostor {\displaystyle Q=\mathbb {R} ^{3}}. 
Čestica može biti prisiljena kretati se na određenoj mnogostrukosti (eng. manifold). Na primjer, ako je čestica pričvršćena na krutu vezu, slobodna da se njiše oko ishodišta, ona je zapravo prisiljena ležati na kugli. Taj konfiguracijski prostor je podskup {\displaystyle \mathbb {R} ^{3}} koji definiraju točke sfere {\displaystyle S^{2}}. U tom slučaju kaže se da je mnogostrukost {\displaystyle Q} sfera, odnosno, {\displaystyle Q=S^{2}}.
Za n nepovezanih, čestica koje nisu u interakciji, konfiguracijski prostor je {\displaystyle \mathbb {R} ^{3n}}.
Međutim, općenito nas zanima slučaj kada su čestice u međusobnoj interakciji. To mogu biti određena mjesta u nekom sklopu zupčanika, remenica, kotrljajućih kuglica itd. često prisiljenih da se kreću bez klizanja. U ovom slučaju konfiguracijski prostor nije sav {\displaystyle \mathbb {R} ^{3n}} nego neki podskup {\displaystyle K\subset \mathbb {R} ^{3n}} koji te točke mogu zauzeti.
Gibanje promatranog sustava prebacujemo u taj apstraktni konfiguracijski prostor i opisujemo ga pomoću gibanja neke zamišljene čestice po nekom glatkom n-dimenzionalnom prostoru i ta čestica u cijelosti opisuje gibanje početnog sustava.
To je suština novog pogleda na mehaniku koji je iznjedrio Lagrange: prebacujemo problem iz klasične mehanike, pomoću poopćenih koordinata, u problem iz (diferencijalne) geometrije i tamo ga rješavamo, a rezultate onda vraćamo natrag u stvarni svijet.

## Lagrangeova mehanika
Lagrangeova mehanika je formulacija analitičke mehanike utemeljena na principu stacionarnog djelovanja, poznatom i kao princip najmanjeg djelovanja. Predstavio ju je talijansko-francuski matematičar i astronom Joseph-Louis Lagrange u svojoj prezentaciji torinskoj akademiji znanosti 1760. godine, a kulminirala je u njegovom velikom djelu iz 1788. naslova Mécanique analytique.
Lagrange nije bio jedini osnivač analitičke mehanike. Jako veliku ulogu imao je među ostalima i švicarski matematičar Leonhard Euler koji je radio na varijacijskom računu, grani matematičke analize. Varijacijski račun je matematički temelj analitičke mehanike.

### Princip stacionarnog djelovanja
Princip stacionarnog djelovanja leži u središtu cijele fizike, prisutan je od klasične mehanike preko kvantne mehanike, sve do statističke fizike i opće relativnosti.
Princip najmanjeg djelovanja nam govori kako će se gibanje bilo kojeg sustava odvijati tako da će uvijek određena vrijednost biti ekstremizirana. Ta se veličina naziva djelovanje (akcija, eng. action), i označava se simbolom {\displaystyle S}.
Također, uvodi se veličina koja govori o energiji sustava. U čast Josepha Louisa Lagrangea naziva se lagrangian i označava slovom {\displaystyle L}. Pomoću te dvije veličine mogu se izvesti praktički svi rezultati klasične mehanike; od klasičnog gibanja čestice, preko opisivanja dinamike dvostrukog matematčkog njihala do teorije vibracija i dinamike sustava više čestica; što su sve vrlo često preteški problemi za običnu Newtonovsku (vektorsku) mehaniku.
Izvan same klasične mehanike, Lagrangeova funkcija, tzv. Lagrangian, koristi se u formulaciji ostalih fizikalnih teorija. Tako na primjer postoji Maxwellov Lagrangian, pomoću kojeg se izvode Maxwellove jednadžbe, ili u Fizici elementarnih čestica javlja se poznati Lagrangian standardnog modela.  Također, Opća teorija relativnosti, odnosno Einsteinove jednadžbe polja mogu biti također izvenede iz svojeg pripadajućeg Lagrangiana, odnosno djelovanja, nazvanog Einstein-Hilbert djelovanje.
Lagrangian se u klasičnoj mehanici definira kao razlika ukupne kinetičke i ukupne potencijalne energije sutava:
{\displaystyle L(q,{\dot {q}})=T-U}
Funkcija je poopćenih koordinata {\displaystyle q} i brzina {\displaystyle {\dot {q}}} gdje je {\displaystyle T={\frac {1}{2}}\sum _{k=1}^{N}m_{k}{\dot {q}}_{k}^{2}} kinetička energija, a {\displaystyle U} je potencijalna energija koja ovisi o samome sustavu. Član {\displaystyle U} općenito ne ovisi o poopćenim brzinama; za neke se probleme može uvesti i ta ovisnost, no tada se neće raditi o potencijalnoj energiji neke konzervativne sile.
Za slobodnu česticu, potencijal je {\displaystyle U=0}.
Za linearnu oprugu (Hookeov zakon) potencijalna je energija kvadratnog oblika 
{\displaystyle U(x)={\frac {1}{2}}kx^{2}}
Primjer gdje član {\displaystyle U} ovisi o brzinama dolazi iz elektromagnetizma, odnosno kod djelovanja elektromagnetske sile na naboj koji se giba. Kako bi se dobila Lorentzova sila, član se može napisati kao
{\displaystyle V=q(\phi -\mathbf {A} \cdot \mathbf {\dot {r}} )}
gdje je {\displaystyle \mathbf {\dot {r}} } brzina (vremenska derivacija vektora položaja). Cijeli Lagrangian izgleda kao
{\displaystyle L={\frac {m}{2}}\mathbf {\dot {r}} \cdot \mathbf {\dot {r}} +q\mathbf {A} \cdot \mathbf {\dot {r}} -q\phi }
Takvi se potencijali nazivaju poopćenim potencijalima.
Djelovanje se u vremenskom intervalu od {\displaystyle t_{1}} do {\displaystyle t_{2}} definira kao
{\displaystyle {S}=\int _{t_{1}}^{t_{2}}L\,dt=\int _{t_{1}}^{t_{2}}\left(T-U\right)dt}
i ima mjernu jedinicu joule-sekunda (isto kao i Planckova konstanta). Sustav koji se kreće između dvije točke ide jednom određenom stazom, onom koja npr. minimizira djelovanje. Zadnji korak je varijacija djelovanja i određivanje kada je ta varijacija jednaka nuli, tj. kada funkcija ima ekstrem ili sedlastu točku. Za akcijske principe stacionarna točka može biti minimum ili sedlasta točka, ali ne i maksimum. Postoje različiti opisi principa stacionarnog djelovanja, no ovdje koristimo varijaciju po putanjama.
Načelo stacionarnog djelovanja predviđa ili objašnjava da određena staza kojom se tijelo kreće ima stacionarnu vrijednost.
Konkretno, stvarna putanja sustava između dvije točke u vremenu ona za koju je akcija stacionarna (obično minimum) u usporedbi s obližnjim putanjama. Prava evolucija fizikalnog sustava rješenje je funkcionalne jednadžbe, Hamiltonov princip
{\displaystyle {\frac {\delta {\mathcal {S}}}{\delta \mathbf {q} (t)}}=0}
ovdje {\displaystyle \mathbf {q(t)} } predstavlja poopćene koordinate koje ovise o vremenu. Sustav uzima putanju u konfiguracijskom prostoru za koji je akcija stacionarna, s fiksnim rubnim uvjetima na početku i kraju puta.
Parcijalnom integracijom dobija se Euler-Lagrangeova jednadžba, diferencijalna jednadžba čijom se integracijom dobivaju jednadžbe gibanja
{\displaystyle {\frac {d}{dt}}{\frac {\partial {\mathcal {L}}}{\partial {\boldsymbol {\dot {q}}}}}-{\frac {\partial {\mathcal {L}}}{\partial {\boldsymbol {q}}}}=0}

### Nekonzervativni sustavi i sustavi s disipacijom
Lagrangeov formalizam je dovoljno jak da, uz pokoje izmjere, može opisivati i sustave u kojima se javljaju gubitci (uslijed trenja, otpora zraka, viskoznosti...) i sile koje se ne mogu opisati pomoću nekog potencijala. 
Za takve sustave uvodimo poopćenu Lagrangeovu jednadžbu
{\displaystyle {\frac {d}{dt}}\left({\frac {\partial {\mathcal {L}}}{\partial {\dot {\boldsymbol {q}}}_{i}}}\right)-{\frac {\partial {\mathcal {L}}}{\partial {\boldsymbol {q}}_{i}}}+{\frac {\partial {\mathcal {R}}}{\partial {\dot {\boldsymbol {q}}}_{i}}}=Q_{i}}
ovdje, {\displaystyle {\mathcal {R}}} predstavlja Rayleighovu disipacijsku funkciju, a {\displaystyle Q_{i}} predstavlja sve nekonzervativne sile, odnosno sile koje se ne mogu prikazati pomoću
{\displaystyle Q_{i}=-{\frac {\partial V}{\partial q_{i}}}}
gdje je {\displaystyle V} neka skalarna potencijalna funkcija.

## Hamiltonova mehanika
Hamiltonova mehanika ekvivalentna je Lagrangeovoj fomulaciji. U njoj se umjesto poopćenih koordinata i poopćene brzine koristi poopćena količina gibanja i poopćene koordinate {\displaystyle \left({\boldsymbol {p}},{\boldsymbol {q}}\right)} koje su obično funkcije vremena, a nezavisne su jedna od druge. Što znači da možete mijenjati {\displaystyle \mathbf {q} } bez izravnog utjecaja {\displaystyle \mathbf {p} } i obrnuto, u bilo kojem trenutku. Međutim, njihovom evolucijom tijekom vremena u faznom prostoru upravljaju Hamiltonove jednadžbe, koje povezuju kako se jedna mijenja u odnosu na drugu. Takve koordiante još se nazivaju i kanonske koordinate.
Umjesto Lagrangeove funkcije, Legendreovom transformacijom dobiva se Hamiltonova funkcija koja se definira kao ukupna energija sustava:
{\displaystyle {\mathcal {H}}\left({\frac {\partial {\mathcal {L}}}{\partial {\boldsymbol {\dot {q}}}}},{\boldsymbol {q}},t\right){\stackrel {\text{def}}{=}}\,\sum _{i=1}^{n}{\dot {q}}^{i}{\frac {\partial {\mathcal {L}}}{\partial {\dot {q}}^{i}}}-{\mathcal {L}}=mv^{2}-1/2mv^{2}+U=T+U}
Funkcija je kanonskih koordinata {\displaystyle ({\boldsymbol {p}},{\boldsymbol {q}})}. Izraz {\displaystyle {\frac {\partial {\mathcal {L}}}{\partial {\boldsymbol {\dot {q}}}}}={\boldsymbol {p}}} definira se kao kanonska količina gibanja i poopćenje je klasične količine gibanja koja je poznata u mehanici kao {\displaystyle p=mv}.
U faznom prostoru, što je koordinatni sustav {\displaystyle \left({\boldsymbol {p}},{\boldsymbol {q}}\right)} Euler–Lagrange jednadžba u {\displaystyle n} dimenzija {\displaystyle i=1,2,...,n}
{\displaystyle {\frac {\partial {\mathcal {L}}}{\partial {\boldsymbol {q}}^{i}}}-{\frac {d}{dt}}{\frac {\partial {\mathcal {L}}}{\partial {\boldsymbol {\dot {q}}}^{i}}}=0}
prelazi u sustav od dvije parcijalne diferencijalne jednadžbe, Hamiltonove jednadžbe u {\displaystyle 2n} dimenzije. Hamiltonove jednadžbe također se nazivaju i kanonske jednadžbe dinamike:
{\displaystyle {\frac {\mathrm {d} {\boldsymbol {q}}}{\mathrm {d} t}}={\frac {\partial {\mathcal {H}}}{\partial {\boldsymbol {p}}}},\quad {\frac {\mathrm {d} {\boldsymbol {p}}}{\mathrm {d} t}}=-{\frac {\partial {\mathcal {H}}}{\partial {\boldsymbol {q}}}}.}
Ova formulacija klasične mehanike je često se koristi za razmatranja u statističkoj fizici.
Hamiltonov formalizam također je vrlo pogodan za prijelaz iz klasične mehanike u kvantnu mehaniku pomoću tzv. kanonske kvantizacije.
{\displaystyle {\displaystyle \{f,{\mathcal {H}}\}\longmapsto {\tfrac {1}{i\hbar }}[{\hat {f}},{\hat {\mathcal {H}}}]~.}}
Ovdje Poissonove zagrade neke fizikalne veličine {\displaystyle f} i hamiltonijana {\displaystyle {\mathcal {H}}} prebacujemo u komutatore operatora kvantne mehanike.

## Hamilton-Jacobijeva formulacija
Ovo je najapstraktnija formulacija analitičke mehanike u kojoj se gibanje čestice može prikazati kao val. Povezuje optiku i klasičnu mehaniku u jednu cjelinu. Pomoću kanonskih transformacija (transformacije koje održavaju Hamiltonove jednadžbe invarijantnima), možemo dobiti Hamilton-Jacobijevu jednadžbu. 
Hamilton-Jacobi jednadžba je nelinearna parcijalna diferencijalna jednadžba prvog reda
{\displaystyle -{\frac {\partial S}{\partial t}}=H\!\!\left(\mathbf {q} ,{\frac {\partial S}{\partial \mathbf {q} }},t\right)}
Geometrijske površine stalnog djelovanja okomite su na putanje sustava, stvarajući pogled na dinamiku sustava nalik valnoj fronti. Ovo svojstvo Hamilton-Jacobijeve jednadžbe povezuje klasičnu mehaniku s kvantnom mehanikom.
Može se uzeti da je Hamilton-Jacobijeva jednadžba klasični limit Schrödingerove jednadžbe.
Schrödingerova jednadžba u općem obliku glasi
{\displaystyle i\hbar {\frac {\partial }{\partial t}}\Psi \left(\mathbf {r} ,t\right)={\hat {H}}\Psi \left(\mathbf {r} ,t\right)}
Uzmimo oblik Schrödingerove jednadžbe za česticu u potencijalnom polju
{\displaystyle i\hbar {\frac {\partial \psi }{\partial t}}=-{\frac {\hbar ^{2}}{2m}}{\frac {\partial ^{2}\psi }{\partial q^{2}}}+V\psi }
i u nju uvrstimo valnu jednadžbu kvantne mehanike {\displaystyle \psi }, ali u malo drugačijem obliku. Ovdje će se u valnoj jednadžbi pojavljivati Hamiltonova "glavna" funkcija (eng. Hamilton's principal function), odnosno funkcional djelovanja {\displaystyle S} koja se ovdje može matematički shvatiti kao kompleksna faza valne funkcije.
{\displaystyle \Psi ={\sqrt {\rho (\mathbf {r} ,t)}}e^{iS(\mathbf {r} ,t)/\hbar }}
{\displaystyle {\displaystyle S(\mathbf {q} ,t;\mathbf {q} _{0},t_{0})\ {\stackrel {\text{def}}{=}}\int _{t_{0}}^{t}{\mathcal {L}}(\gamma (\tau ;\cdot ),{\dot {\gamma }}(\tau ;\cdot ),\tau )\,d\tau ,}}
Uvrstimo li takvu valnu jednadžbu u Schrödingerovu jednadžbu dobijamo
{\displaystyle i\hbar {\frac {\partial \rho }{\partial t}}-\rho {\frac {\partial S}{\partial t}}=-{\frac {\hbar ^{2}}{2m}}\left[{\frac {\partial ^{2}\rho }{\partial q^{2}}}+{\frac {2i}{\hbar }}{\frac {\partial \rho }{\partial q}}{\frac {\partial S}{\partial q}}+{\frac {i\rho }{\hbar }}{\frac {\partial ^{2}S}{\partial q^{2}}}-{\frac {\rho }{\hbar ^{2}}}\left({\frac {\partial S}{\partial q}}\right)^{2}\right]+V\rho }
Realni dio te jednadžbe izgleda kao
{\displaystyle -\rho {\frac {\partial S}{\partial t}}=-{\frac {\hbar ^{2}}{2m}}\left[{\frac {\partial ^{2}\rho }{\partial q^{2}}}-{\frac {\rho }{\hbar ^{2}}}\left({\frac {\partial S}{\partial q}}\right)^{2}\right]+V\rho }
koji se može pojednostaviti kraćenjem obje strane s {\displaystyle \rho } u 
{\displaystyle -{\frac {\partial S}{\partial t}}={\frac {1}{2m}}\left({\frac {\partial S}{\partial q}}\right)^{2}-{\frac {\hbar ^{2}}{2m\rho }}{\frac {\partial ^{2}\rho }{\partial q^{2}}}+V.}
uzmemo li sada klasični limit {\displaystyle \hbar \to 0} dobijemo Hamilton-Jacobijevu jednadžbu za česticu
{\displaystyle -{\frac {\partial S}{\partial t}}={\frac {1}{2m}}\left({\frac {\partial S}{\partial q}}\right)^{2}+V}
Ovo pokazuje kako su kvantna mehanika i Hamilton-Jacobijeva formulacija duboko povezane.

## Simetrije djelovanja i Noetherin teorem
Noetherin teorem tvrdi kako svakoj kontinuiranoj simetriji djelovanja fizikalnog sustava pripada odgovarajući zakon očuvanja. Ovaj teorem je objavila njemačka matematičarka Emmy Noether 1918 godine.
Pomoću tog teorema vidimo kako poznati zakoni očuvanja energije, količine gibanja i očuvanja kutne količine gibanja proilaze iz simetrije funckcionala djelovanja {\displaystyle S} prema vremenu, prostornoj translaciji i kutnoj rotaciji.
Za primjer, neka se uzme zakon očuvanja energije. 
Ukoliko se uzme proizvoljni funkcional djelovanja:
{\displaystyle S(t_{0})=\int _{t_{0}}^{t_{0}+\Delta t}L~dt'}
i za njega napravi vremenska perturbacija {\displaystyle \Delta t}.
Noertherin teorem kaže ukoliko je {\displaystyle S} vremenski invarijantan (nepromjenjiv u odnosu na perturbaciju vremenske koordinate):
{\displaystyle {\frac {\partial S}{\partial t_{0}}}(t_{0})=0~~~\forall ~t_{0},}
onda slijedi kako je sljedeća vrijednost 
{\displaystyle Q=\sum _{n}{\frac {\partial L}{\partial {\dot {q}}_{k}}}{\dot {q}}_{k}-L}
konstantna, odnosno, ne mijenja se kako sustav evoluira u vremenu. Ta se veličina obično interpretira kao energiju sustava. Desna strana zadnje jednadžbe je zapravo definicija Hamiltonijana.

## Lagrange–d'Alembertov princip
D'Alembertov pincip, nazvan po Jean le Rond d'Alembertu pretvara problem dinamike u problem sličan problemima koje nalazimo u statici (traženje ravnoteže sustava) uvođenjem sila inercije koje, kada se dodaju primijenjenim silama u sustavu, rezultiraju dinamičkom ravnotežom.
Ako krenemo od 2. Newtonovog zakona
{\displaystyle m{\ddot {x}}=\sum _{i}F_{i}}
i prebacimo sve na jednu stranu, dobijamo 
{\displaystyle F-m{\ddot {x}}=0}
D'Alembert je sada uveo pojam inercijske sile {\displaystyle I=-m{\ddot {x}}}, te dobio 
{\displaystyle F+I=0}
Ova i sljedeća jednadžba predstavlju Lagrange–d'Alembertov princip. Ako se uzme da inercijske sile djeluju na sustav zajedno s "običnim" silama koje zapravo djeluju na sustav, dobiva se  stanje ekvilibrija 
{\displaystyle \sum _{i}F_{i}^{e}=0}
Ova jednadžba podsjeća na jednadžbu statičkog ekvilibrijuma na koju vrlo često nailazimo kada ramatramo probleme iz statike.
Ovdje je {\displaystyle F_{i}^{e}=F+I} takozvana efektivna sila. 
Dalje koristimo princip virtualnog rada. Virtualni rad je ukupni rad koji vrše sile {\displaystyle F} i inercijske sile {\displaystyle I} mehaničkog sustava koji se kreće kroz skup virtualnih pomaka.
Princip virtualnog rada kaže kako je rad tih sila koje djeluju na tijelo koje je u ravnoteži jednak nuli.
Virtualni pomak (ili infinitezimalna varijacija) {\displaystyle \delta } je ona putanja mehaničkog sustava kojom sustav može hipotetski poći (otuda izraz virtualni), te tako vrlo malo odstupati od stvarne putanje bez narušavanja ograničenja sustava.
Princip virtualnog rada matematički se zapisuje kao
{\displaystyle \delta W=\sum (\mathbf {F} -m{\ddot {\mathbf {r} }})\cdot \delta \mathbf {r} =0}
Ako vektor sile {\displaystyle \mathbf {F} } prikažemo kao gradijent nekog skalarnog polja (potencijalne energije), te raspišemo {\displaystyle {\ddot {r}}} u punom obliku
{\displaystyle F=-{\frac {\partial U}{\partial \mathbf {r} }},{\ddot {r}}={\frac {d^{2}\mathbf {r} }{dt^{2}}}}
Dobivamo sljedeće
{\displaystyle \delta W=\sum _{i}\left(-{\frac {\partial U}{\partial \mathbf {r} _{i}}}-m{\frac {d^{2}\mathbf {r_{i}} }{dt^{2}}}\right)\cdot \delta \mathbf {r} _{i}=0}
{\displaystyle \delta W=\sum _{i}\left(-{\frac {\partial U}{\partial \mathbf {r} _{i}}}-{\frac {d}{dt}}mv_{i}\right)\cdot \delta \mathbf {r} _{i}=0}
{\displaystyle \delta W=\sum _{i}\left({\frac {\partial L}{\partial q_{i}}}-{\frac {d}{dt}}{\frac {\partial L}{\partial {\dot {q}}_{i}}}\right)\cdot \delta \mathbf {r} _{i}=0}
Tu smo uveli Lagrangeovu funkciju {\displaystyle L}. Kako {\displaystyle \delta \mathbf {r} } može poprimiti bilo koju vrijednost, princip virtualnog rada, odnosno Lagrange–d'Alembertov princip zadovoljen je samo kada je:
{\displaystyle {\frac {\partial L}{\partial q_{i}}}-{\frac {d}{dt}}\left({\frac {\partial L}{\partial {\dot {q}}_{i}}}\right)=0}
Ova jednadžba je već prije izvedena Euler-Lagrangeova jednadžba. Lagrange–d'Alembertov princip i Hamiltonov princip (princip stacionarnog djelovanja) su ekvivalenti.